# Поусон, Крейг
Крейг По́усон (англ. Craig Pawson; род. 18 июля 1979, Саут-Йоркшир) — английский футбольный арбитр, обслуживающий матчи Премьер-лиги, а также английские национальные кубковые турниры. Начал судить матчи Премьер-лиги в 2013 году.

## Судейская карьера
Поусон начал карьеру футбольного судьи в 1993 году. С 2008 года начал обслуживать матчи Футбольной лиги. В 2012 году был главным арбитром финала плей-офф Второй Футбольной лиги между «Кру Александра» и «Челтнем Таун» на «Уэмбли».
В 2013 году вошёл в состав судей, обслуживающих матчи Премьер-лиги. Его дебютный матч в качестве главного арбитра матча Премьер-лиги состоялся 2 марта 2013 года, в котором встретились «Суонси Сити» и «Ньюкасл Юнайтед». Показал две жёлтые карточки (обе — игрокам «Ньюкасла»).
В апреле 2014 года был назначен резервным арбитром на полуфинал Кубка Англии между «Уиган Атлетик» и «Арсеналом» на «Уэмбли».